# Estación de Villagrán
Villagrán, anteriormente llamada como Guaje, fue una estación de trenes que se encuentra en Villagrán, Guanajuato. Actualmente la estructura de la antigua estación de ferrocarril es el Museo de Cultura Popular de Villagrán.

## Historia
La estación se edificó sobre la línea de México a Paso del Norte, la cual fue construida por medio de la concesión número 17 que el gobierno de la República, por medio de la Secretaría de Comunicaciones y Obras Públicas y a través de la Ley del 8 de septiembre de 1880, otorgó al antiguo Ferrocarril Central Mexicano.